# Hans Christian Lyngbye
Hans Christian Lyngbye, född den 29 juni 1782 i Blenstrup på norra Jylland, död den 18 maj 1837 i Søborg på norra Själland, var en dansk präst och naturforskare. Auktorsnamnet Lyngb. kan användas för Hans Christian Lyngbye i samband med ett vetenskapligt namn inom botaniken; se Wikipediaartiklar som länkar till auktorsnamnet.
Lyngbye blev 1802 student, men först 1812 teologie kandidat och måste söka sitt levebröd som informator på landsbygden. Under denna tid ägnade han sig åt studiet av vattenväxterna med sådan framgång, att han 1817 vann universitetets guldmedalj för en avhandling i detta ämne, Tentamen hydrophytologiæ danicæ, vilken 1819 utgavs och länge ägde betydelse som den enda översikten av de danska algerna. Med offentligt understöd företog han 1818 en resa till Färöarna samt författade en avhandling om grindvalarna, vilken prisbelöntes av Videnskabernes selskab och trycktes 1826. På Färöarna samlade Lyngbye dessutom de gamla sångerna om Sigurd Fafnesbane, vilka han sedermera utgav jämte dansk översättning: Færøeske Qvæder om Sigurd Fofnersbane og hans Æt (1822). År 1819 blev han kyrkoherde, från 1827 i Søborg.